# Enchentes e deslizamentos em Caraguatatuba em 1967
As enchentes e deslizamentos de terra em Caraguatatuba em 1967, coletivamente denominadas "Hecatombe" ou "Catástrofe", referem-se à ocorrência de eventos extremos decorrentes das chuvas, em Caraguatatuba, em 18 de março de 1967. As inundações ocasionaram 436 mortes, de acordo com números oficiais. Cerca de 3 mil pessoas perderam suas casas, 10 bairros foram atingidos e estima-se que 30 mil árvores foram arrastadas pelo movimento de massa.
O desastre é considerado um dos maiores do país e foi uma das razões da criação da Defesa Civil do Estado de São Paulo.

## Antecedentes e contexto
A região do Litoral Norte do Estado de São Paulo apresentou, no início do século XX, rápida expansão de atividades urbanas. À implantação da Fazenda São Sebastião, também conhecida como Fazenda dos Ingleses, em 1927, dedicada a bananicultura e citricultura, seguiu-se o estabelecimento de vasta rede ferroviária, que chegou a 120 quilômetros de expansão, com 40 ramais. A Fazenda dos Ingleses situava-se na bacia do Rio Juqueriquerê, e implicou em significativa alteração das condições naturais de drenagem e escoamento de águas da região. No Censo demográfico de 1960, a cidade já apresentava 9819 habitantes, 4655 dos quais na área urbana.
Somada à antropização acelerada, as configurações naturais do município contribuem para o risco de deslizamentos. Situada entre o Oceano Atlântico e a Serra do Mar, Caraguatatuba estende-se pelas encostas daquela serra, que possuem em alguns trechos declividades superiores a 40%, o que ocasiona instabilidade e tende a facilitar movimentos de massa. As condições meteorológicas do litoral norte também são sensíveis a eventos extremos, pois trata-se de uma região com alta pluviosidade, variando entre médias mensais de 41 mm (Agosto) a 210 mm (Janeiro).
Segundo os jornais, chovia intensamente desde o dia 16 de março de 1967, com a chuva se intensificando à noite. A precipitação intensa era consequência de uma anomalia de precipitação no Brasil naquele mês, relacionada a sistema frontais e às condições orográficas da região. O mês de março vinha sendo marcado por chuvas diárias, que se intensificaram nos dias 17 e 18. De acordo com o posto da Fazenda dos Ingleses, o índice pluviométrico do mês de março foi de 851 mm, 420 mm somente no dia 18, não tendo sido registrado índice maior devido à saturação do pluviômetro. 

## O desastre
Durante o dia 17 de março, sexta-feira, a chuva intermitente já ocasionava alguns pontos de inundação no município. A precipitação tornou-se volumosa na manhã do sábado, 18 de março, e começaram os deslizamentos, a maior parte deles ocorrendo à tarde. Às 13 horas ocorreu uma avalanche de pedras, árvores e lama dos morros Cruzeiro, Jaraguá e Jaraguazinho, próximos à cidade. Grandes estrondos eram ouvidos pela população, mas dado que a visibilidade estava prejudicada pela chuva (estima-se que chegava a apenas 20 metros), não era possível então avaliar a situação da cidade.
Por volta das 15h30, houve deslizamentos de massa, e a cidade ficou isolada. A Rodovia dos Tamoios ficou destruída e vários carros ficaram presos no trecho de serra. O acesso para Ubatuba e São Sebastião, cidades vizinhas, ficou interditado, e a ajuda só pôde chegar por mar e ar. O Rio Santo Antônio aumentou sua largura de 40 para 200 metros. A lama desceu junto com o rio.
Às 16h30 outra frente abriu-se no vale do Rio Santo Antônio. No bairro Rio do Ouro gigantescas barreiras começaram a cair pela manhã, formando uma enorme represa que se rompeu algumas horas mais tarde, desaparecendo com o bairro e provocando o deslocamento da ponte principal daquele rio. Caso não tivesse acontecido o rompimento, a cidade inteira teria sido inundada e coberta pelas águas.
Como resultado, a estrada da serra foi destruída em sua maior parte, não sendo possível reconhecer seu antigo traçado em muitos trechos, onde se formaram precipícios de mais de 100 m de profundidade. A Estrada de Ubatuba sofreu queda de barreiras nos trechos de Maranduba, Getuba, Sumaré, Prainha e Martim de Sá, que cobriram a pista com 80 centímetros de lama. Houve interrupção do fornecimento de energia por três dias.
A contagem oficial foi de 436 mortes. Segundo moradores, entretanto, o número teria sido maior, com muitos corpos levados pelo mar ou nunca tendo sido encontrados sob a lama. Com a dimensão do desastre, tornou-se difícil determinar o número de desaparecidos em função do desaparecimento simultâneo de quem poderia dar falta de outros moradores eventualmente atingidos.
Devido aos estragos para a lavoura, e também por conta do declínio econômico verificado desde a Segunda Guerra Mundial, a Fazenda dos Ingleses encerrou suas atividades após a enchente de 1967.